# Уршацька сільська рада
Урша́цька сільська рада (рос. Уршакский сельский совет) — муніципальне утворення у складі Аургазинського району Башкортостану, Росія. Адміністративний центр — село Староабсалямово.

## Населення
Населення — 812 осіб (2019, 985 в 2010, 1173 в 2002).

## Склад
До складу поселення входять такі населені пункти:
| Населений пункт          | Населення, осіб (2002) | Населення, осіб (2010) |
| ------------------------ | ---------------------- | ---------------------- |
| Курманаєво, присілок     | 324                    | 306                    |
| Надеждино, присілок      | 68                     | 42                     |
| Староабсалямово, село    | 541                    | 433                    |
| Старотимошкино, присілок | 68                     | 53                     |
| Субхангулово, присілок   | 116                    | 93                     |
| Хасаново, присілок       | 9                      | 13                     |
| Чулпан, присілок         | 47                     | 45                     |